# Cisterna de Pulqueria
La Cisterna de Pulqueria (en griego: Κινστέρνα Πουλχερίας, en turco: Pulcheria Sarnıcı) es una cisterna cubierta del período bizantino construida en Constantinopla (la actual Estambul, Turquía).

## Ubicación
Esta cisterna se encontraba en la undécima región de Constantinopla, en el extremo oriental del valle que separa la cuarta y la quinta colina de la ciudad. El depósito de agua ha sido identificado provisionalmente con la cisterna cubierta situada en la zona norte de Fatih (la península histórica) cerca de la mezquita Sivasi Tekkesi, frente al extremo sur del çukurbostan («hoyo de jardín» en turco) del sultán Selim. ahora identificado con la Cisterna de Asparos. El motivo principal de la identificación es la posición de la cisterna dentro del barrio denominado Pulcherianae (en griego: αὶ Πουλχεριαναὶ, llamado así por el palacio que la emperatriz mandó construir en la zona).

## Historia
Según el Cronicón pascual, una crónica cristiana del siglo VII escrita en griego y la única fuente antigua que la menciona, la cisterna fue construida por Aelia Pulcheria, quien en ese momento era asesora de construcción de su hermano, el emperador Teodosio II, y posteriormente fue esposa del emperador Marciano. El Cronicón informa que se llenó de agua por primera vez durante los idus de febrero del 421 d. C. Pero basándose en sus elementos estilísticos, Ernest Mamboury confiesa que la cisterna fue construida en el siglo VI. En desuso después de la conquista otomana de la ciudad, la cisterna seca fue utilizada por los tejedores hasta principios del siglo XX, pero luego fue abandonada.
El aljibe ha sido restaurado y ahora es lugar de bodas y eventos.

## Descripción
El embalse es uno de los mejor conservados de Estambul. Probablemente perteneció a un palacio que no se conserva. Su superficie cubre 29,1 por 18,7 metros (31,8 por 20,5 yd). Su techo está sostenido por cuatro hileras de siete columnas de mármol o granito, que soportan 40 cúpulas 8,5 metros (9,3 yd) sobre el suelo. Las columnas tienen capiteles de orden corintio, rematados con travesaños tallados con hojas de acanto o que llevan el símbolo de la cruz. El edificio tiene 35 ventanas, pero ahora la mayoría están tapiadas. Su fachada principal presenta cuatro ventanas de igual área con una puerta colocada debajo de la tercera ventana.

### Citas
1. 1 2  Janin, 1950, p. 381.
2. 1 2 3 4  Janin, 1950, p. 204.
3. ↑  Müller-Wiener, 1977, p. D4/30.
4. ↑  Janin, 1950, p. 203.
5. 1 2  Mamboury, 1953, p. 332.
6. ↑  «Sultan Sarnic» (en turco).

## Otras lecturas
- Crow, J. (2015). «The Water Supply of Byzantine Constantinople». History of Istanbul. Consultado el 15 de enero de 2021.
- Mango, Cyril (1995). «The Water Supply of Constantinople».  En Mango, Cyril; Dagron, Gilbert, eds. Constantinople and its Hinterland. Aldershot, Hampshire, UK: Ashgate Publishing. pp. 9-18. ISBN 9781315259567.
- Ward, K. A.; Crapper, M.; Altuğ, K; Crow, J. (2017). «The Byzantine Cisterns of Constantinople». Water Supply (Londres: IWA Publishing) 17 (6): 1499-1506. doi:10.2166/ws.2017.053.
- Angelova, Diliana (2016). «Stamp of Power: The Life and afterlife of Pulcheria’s Buildings». Byzantine Images and their Afterlives. Routledge. pp. 105-126.

- Datos: Q124952951
- Multimedia: Cistern of Pulcheria / Q124952951